# Guilhem VIII de Montpellier
Guilhem VIII de Montpellier, né en 1157 et mort en 1202,  appartient à la dynastie des Guilhem, seigneurs de la ville de Montpellier.

## Biographie
Guilhem VIII naît en 1157, il est le fils de Guilhem VII de Montpellier et de Mathilde de Bourgogne (ca). Il est seigneur de Montpellier : la ville, fondée deux siècles plus tôt par son ancêtre, est alors en plein essor, déjà célèbre pour sa prospérité et son artisanat, et riche d'un enseignement en médecine et en droit. La dynastie des Guilhem est aussi connue pour sa tolérance, et la ville est déjà une terre d'accueil où se croisent des personnes de toutes origines. En 1174, il épouse une  princesse byzantine: Eudoxie Comnène, nièce de l’Empereur d'Orient. Il entretient une petite cour où fleurit la poésie courtoise de langue d'oc. Il accueille notamment à sa cour Arnaut de Mareuil, un des plus célèbres troubadours de son époque. En 1187, il la répudie pour Agnès de Castille, cousine de la reine d'Aragon, qu'il épouse à Barcelone. Ils vivaient déjà en union illégitime (ce second mariage bien que célébré n'ayant pas été reconnu par le Pape). En effet, deux Papes refuseront successivement de reconnaître cette union.

## Soutien à l'École de médecine
C’est en 1181 que Guilhem VIII édicte une loi qui va infléchir le destin de Montpellier : il y proclame la liberté d’enseigner la médecine, quelles que soient son origine et sa foi. Cette mesure va formidablement accélérer l’essor intellectuel de la cité. Car Montpellier, déjà, est un creuset de migrations : fuyant l’Espagne des Almohades, de nombreux médecins juifs s’y réfugient depuis 1148, y rencontrant d’autres maîtres versés dans les médecines salernitaines et maure. Dès lors, les écoles médicales de la ville vont rayonner sur l’ensemble du monde connu. Héritière du célèbre édit, l’École de Médecine de Montpellier est à ce jour la plus ancienne en exercice dans le monde occidental.

## Descendance
De ces deux « unions », naissent sept garçons et trois filles, tels que mentionnés dans le testament de Guilhem VIII : 
Avec Eudoxie Comnène : 
- Marie de Montpellier, 1182-1213. Elle épousera successivement :

1. en 1192: Raymond Geoffroi II dit Barral, vicomte de Marseille,
2. en 1197: Bernard IV de Comminges.
3. en 1204: Pierre II d'Aragon.

Avec Agnès de Castille :
- Guilhem IX, 1202-1204. En 1204, il est déclaré par sa mère seigneur de Montpellier. Mais il en est chassé peu après avec sa mère Agnès, et se réfugie à Pézenas et Marie, l'aînée de Guilhem, devient la dame de Montpellier et d'Aumelas. On perd alors sa trace ;
- Thomas, dit Tortose; dans son testament de 1202, son père lui lègue Paulhan et ses droits sur Tortose, ainsi qu'une rente annuelle de 1 000 sous ;
- Raimond, dans son testament de 1202, son père le destine à devenir religieux ;
- Bernard Guilhem d'Entença, dans son testament de 1202, son père le destine à devenir religieux ;
- Gui, dans son testament de 1202, son père le destine à devenir religieux ;
- Burgondion, dans son testament de 1202, son père le destine à devenir religieux ;
- Agnès, mariée en 1203 à Raimond-Roger Trencavel, vicomte de Carcassonne, Béziers, Albi et Razès ;
- Adalaïs.